# Диавара, Бану
Бану Диавара (фр. Banou Diawara; 13 февраля 1992, Бобо-Диуласо, Буркина-Фасо) — буркинийский футболист, нападающий сборной Буркина-Фасо.

## Клубная карьера
Бану начал свою футбольную карьеру на родине, в клубе «Расинг» из Бобо-Диуласо, в составе которого по итогам сезона 2014/15 стал чемпионом Буркина-Фасо.
Летом 2015 года Диавара перешёл в алжирский клуб «Кабилия». Дебютный матч в новом клубе нападающий провёл 15 августа 2015 года, выйдя в стартовом составе в игре с «Константина». 12 сентября 2015 Бану отметился первым забитым мячом. Всего в сезоне 2015/16 Диавара в 25 матчах чемпионата забил 11 голов.
8 июля 2016 года Бану переехал в Египет, подписав контракт с клубом «Смуха». Дебютный матч за новый клуб буркиниец провёл 16 сентября 2016, выйдя в стартовом составе с «Эль-Шаркия».

## Карьера в сборной
12 мая 2015 года Бану дебютировал в сборной Буркина-Фасо в товарищеском матче со сборной Казахстана. 4 сентября 2014 года Диавара отметился первым забитым мячом за сборную в ворота сборной Ботсваны, принеся победу своей команде.
19 декабря 2016 года Диавара был включён в предварительную заявку для участия в Кубке африканских наций 2017.